# Верхнє Грибцово
Верхнє Грибцо́во (рос. Верхнее Грибцово) — присілок у складі Великоустюзького району Вологодської області, Росія. Входить до складу Зарічного сільського поселення.

## Населення
Населення — 11 осіб (2010; 18 у 2002).
Національний склад (станом на 2002 рік):
- росіяни — 94 %